# Catherine Nyamko
Catherine Nyamko (ur. ?) – tanzańska lekkoatletka, kulomiotka i oszczepniczka.
Trzykrotna złota medalistka mistrzostw Afryki Wschodniej i Centralnej: w 1983 i 1984 triumfowała w pchnięciu kulą, a w 1988 w rzucie oszczepem.

## Rekordy życiowe
- Pchnięcie kulą – 12,90 (1983)[2] rekord Tanzanii[3]